# Symplococarpon
Symplococarpon, rod drveća iz porodice Pentaphylacaceae kojemu pripada dvije vrste raširene od Meksika do Koumbije i Venezuele.

## Vrste
1. Symplococarpon flavifolium Lundell
2. Symplococarpon purpusii (Brandegee) Kobuski